# Chuang Cun-sien
Chuang Cun-sien (čínsky v českém přepisu Chuang Cun-sien, pchin-jinem Huáng zūnxiànshí, znaky zjednodušené 黄遵宪, tradiční 黃遵憲; 29. května 1848, Ťia-jing (nyní Mej-čou), provincie Kuang-tung – 28. března 1905, Ťia-jing), byl čínský básník, učenec, diplomat, politický myslitel a reformista. Pocházel z bohaté rodiny obchodníka.

## Mládí
Narodil se do velmi početné rodiny, již tvořili jeho rodiče, praprababička, prarodiče, strýcové, tety, mladší sestry a bratři a dvě otcovy konkubíny. Protože jeho sourozenci se narodili rok po sobě, neměla jejich matka dostatek mléka a malý Cun-sien byl vychováván svou prababičkou, madam Li. Ta jej naučila lidové písně národnostní menšiny Hakka a básně klasiků.
V roce 1865 se oženil s dívkou příjmení Ye. Čtvrtého měsíce toho roku se okolní oblast jeho rodného města Ťia-jing potýkalo s hladomorem, a koncem desátého měsíce tak pro obyvatelstvo bylo téměř nemožné bránit se Tchajpchingským vojskům (jen někteří byli schopní se bránit). Některé přitahovala myšlenka vzepření se starému režimu a přidali se tak na stranu Tchajpchingů. Chuangova rodina uprchla po řece do nedalekého města San-che, avšak i toto město podlehlo Tchajpchingům. Pokračovali tedy dále po proudu do města Čchao-čou (dnes Čchao-an). Během cesty je říční piráti obrali o majetek, jež si stihli vzít před útěkem a mále je zabili. Poté, co se Tchajpchingové stáhli, rodina Chuangů se vrátila domů, kde však našli jen spáleniště na místě, kde stával jejich dům. Tato zkušenost donutila mladého Cun-siena přemýšlet o politických a sociálních problémech. Velmi zuřivě oponoval Tchajpchingům, nicméně poté, co se dozvěděl o kampani čchingské císařské armády, šokovala je jejich neschopnost a barbarské chování. To, co jej nejvíce znechucovalo, byla krutost, již čchingští vojáci projevovali vůči prostým lidem podezřelým z pomáhání Tchajpchingům.

## Kariéra
Roku 1867 Cun-sien uspěl u prefekturních zkoušek (jüan-š'), nicméně u provinčních zkoušek (siang-š'), které podstoupil stejného roku v Kuang-čou již neuspěl. Tento neúspěch v mnohém ovlivnil jeho politické myšlenky a poskytl témata na básně. Zamýšlel se nad zkouškovým systémem, který fungoval stejně po staletí. V některých básních kritizoval systém čínského vzdělávání, který je příliš zastaralý na to, aby se dokázal vypořádat s problémy současné doby. Po svém neúspěchu se vrátil domů, aby pokračoval ve studiích. A během volného času zaznamenával poezii obyčejných lidí. První potomek, syn Po-jüan se Cun-sienovi narodil roku 1868, což jej ještě více tlačilo k úspěchu. Následujícího roku se opět vypravil do Kuang-čou, nicméně opět neuspěl. Před tím, než jel domů, se zastavil v Hongkongu, kde se poprvé setkal se západní kulturou. Prosperita života, která v tomto městě panovala jej přímo fascinovala, přičemž napsal sérii několika básní. Po tchienťinském masakru, se Cun-sien začal více zajímat o veřejné věci a studoval překlady západních knih. V roce 1871 dosáhl na první místo ve zkouškách pro učence, kteří již splnili prefekturní zkoušky, a byl mu udělen statut stipendijního studenta (lin-šan-šeng), získával tak příspěvek od vlády. Následující dva roky studoval a obdržel titul senior licenciát prvního stupně (pa-kung-šeng), to mu umožnilo účastnit se zkoušek pořádaných jednou za dvanáct let v Pekingu. Předtím jel ještě jednou na zkoušku do Kuang-čou, kde opět neuspěl. Po návratu domů si vedle domu postavil studovnu a pozoroval zdejší krajinu, která ovlivnila jeho básnickou tvorbu. Roku 1874 jel do Pekingu účastnit se dvorských zkoušek (tching-š') u nichž neuspěl. Rozhodl se chvíli zdržet v hlavním městě, kde jeho otec pracoval na ministerstvu financí. Během svého pobytu si zde našel mnoho přátel mezi intelektuály a také se setkával se svým přítelem Chu Si, který byl básníkem. Za toto období se v něm rozvinul ještě větší zájem o západní kulturu, o níž četl knihy, a s ostatními intelektuály probíral současné dění. Přelomovým okamžikem bylo složení provinčních zkoušek (šun-tchien siang-š'), tím se stal provinčním absolventem (ťü-žen), což mu umožnilo uskutečnit své myšlenky.
Následujícího roku se Chuang Cun-sien stal asistentem Che Žu-čanga, který byl jmenován velvyslancem v Japonsku. Za pomocí japonštiny, kterou zřejmě ovládal jen psanou, se vzdělával na poli západní politiky a právní filozofie. Díla Jean Jacques Rousseaua a Charlese de Montesquieu mu zpočátku připadaly matoucí, později z nich však vyvodil myšlenku, že je potřeba demokracie k žití v míru. Japonsko ho inspirovalo k napsání mnoha básní.
V roce 1882 byl jmenován čínským generálním konzulem v San Francisku. Zrovna v té době byl zaveden zákon zakazující imigraci Číňanů, související s úspěšnou konkurencí vůči Američanům. Vzhledem k tomu, že Číňané často obývali malé prostory ve velkém počtu, považovali je Američané za nehygienické a nechtěli je. Nicméně Chuang Cun-sien jim různými způsoby pomáhal, zajistil například pasy, které jim zaručovali návrat do USA. Ačkoli Cun-sienova matka zemřela dva roky poté, co odjel do USA, mohl se vrátit až rok po její smrti. V Číně pracoval na knize Monografie o Japonsku, ve které popisoval tehdejší japonskou společnost, zákony, ekonomiku či kulturu a také naznačil myšlenky pro reformy.
Roku 1890 byl Chuang Cun-sien navržen, aby doprovázel čínského diplomata Anglie, Belgie, Itálie a Francie do Londýna. Pro Cun-siena byl Londýn se svým počasím depresivní a vlhké prostředí nemělo dobrý vliv na jeho zdraví. Během svého pobytu začal psát delší básně, experimentoval s novými myšlenkami. Následně byl poslán do Singapuru jako generální konzul, zanedlouho poté se vrátil domů, aby zařídil otcův pohřeb. V Ťia-jing nezůstal dlouho, opět jel do Singapuru, což pro něj bylo místo inspirace pro básně. Zdejší čínské obyvatelstvo se při přistání lodi často stávalo oběťmi bezpráví od Britů a Malajských zločinců kvůli chybějícím čínským úředníkům. Chuang Cun-sien o tomto problému informoval britské úředníky a zařídil, aby každá loď přivážející čínské pasažéry byla zaregistrována. Tropické klima se podepsalo na jeho zdraví, za dva roky od příjezdu dostal malárii. Také se zasadil o založení vice konzulátů ve větších městech po celé Malajsii.
Po prohře Číny v první čínsko-japonské válce (1894-1895) a podepsání Šimonosecké smlouvy, chtěli Japonci dále vyjednávat, nyní v Su-čou. Chuang byl se svými zkušenostmi z Japonska pověřen vyjednáváním s japonským diplomatem Arakawou Motodži, který souhlasil s šesti bodovou dohodou, v níž stojí, že kontrolu nad silnicemi, jejich správou, včetně policejních záležitostí budou mít na starosti Číňané. To rozzuřilo japonskou vládu, nakonec bylo jednání přesunuto do Pekingu, kde byly méně neoblomní úředníci, kteří Japonsku splnili jeho požadavky.
Chuang Cun-sien svými názory ovlivnil dokonce císaře při soukromé audienci, která mu byla udělena roku 1896, kdy císař Kuang-sü začal podporovat reformní hnutí během sta dní reforem. Jeho dílo Monografie o Japonsku sloužila jako podklad k mnoha reformám. Roku 1898 založil asociaci proti podvazování nohou u žen, tento zvyk byl u menšiny Hakka a cizinců předmětem pohrdaní, mimoto velmi ohrožoval zdraví žen. Jedním z jeho argumentů pro zrušení tohoto zvyku bylo porušování lidských práv, Chuang tak jako první v moderních dějinách použil lidská práva, aby podpořil práva žen. Ve stejném roce se stal čínským velvyslancem v Japonsku, už podruhé se nakazil úplavicí a své pozice se vzdal. To jej uchránilo od popravy během převratu císařovnou matkou Cch'-si, protože byl podezřelý, že u sebe ukrývá Kchang Jou-weje a Liang Čchi-čchaa, guvernér poslal asi dvě stě vojáků, aby prohledali jeho dům. Když se o tom doslechl Itó Hirobumi, přítel Chuanga, vložil se do situace a vojáci byli staženi.
Tak skončila jeho úřední kariéra. Následně se věnoval poezii a modernímu vzdělávání, kdy trénoval učitele pro své rodné město.